# Llengua fusional
Una llengua fusional és un tipus de llengua flexiva. Es diferencia de les llengües aglutinants perquè empra menys morfemes per a les inflexions o per la tendència a fondre molts morfemes de tal manera que sigui molt difícil diferenciar els uns dels altres.
Alguns exemples representatius d'aquest tipus de llengua sintètica són el llatí i l'alemany, amb el neerlandès com una variant similar. La major part de les llengües europees són relativament fusionals.
Un bon exemple del procés de fusió d'aquestes llengües és el verb català "estimo": l'última lletra, -o, denota veu activa, primera persona del singular del present d'indicatiu. Per canviar qualsevol d'aquests trets només s'ha de reemplaçar el sufix o per un altre.